# 3 février
Pour les articles homonymes, voir Trois-Février.
3 janvier 3 mars
Chronologies thématiques
- Croisades
- Ferroviaires
- Sports
- Disney
- Anarchisme
- Catholicisme

Abréviations / Voir aussi
- (° 1852) = né en 1852
- († 1885) = mort en 1885
- a.s. = calendrier julien
- n.s. = calendrier grégorien
- Calendrier
- Calendrier perpétuel
- Liste de calendriers
- Naissances du jour

Le 3 février est le 34e jour de l'année du calendrier grégorien.
Il reste 331 jours avant la fin de l'année, 332 lorsqu'elle est bissextile.
C'était généralement le 15e jour du mois de pluviôse dans le calendrier républicain ou révolutionnaire français, officiellement dénommé jour de la vache.

## Événements

### XIesiècle
- 1014 : mort du roi Sven Ier de Danemark lors de la conquête de l'Angleterre.Sven Ier de Danemark d'après une miniature anglaise.

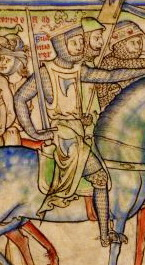
Sven Ier de Danemark d'après une miniature anglaise.

### XIIesiècle
- 1112 : mariage de Raimond-Bérenger III de Barcelone avec Douce de Gévaudan.

### XVesiècle
- 1451 : Mehmed II succède au défunt Mourad II comme sultan ottoman.

### XVIesiècle
- 1509 : la victoire navale de Diu donne la maîtrise de l'océan Indien aux Portugais.
- 1536 : fondation de la ville actuelle capitale de l'Argentine Buenos Aires (voir 2 janvier).
- 1547 : mariage d'Ivan IV dit le Terrible avec Anastasia Romanovna Zakharine (1520-1560) en la cathédrale de l'Annonciation de Moscou en Russie.
- 1557 : arrivée de Charles Quint au monastère de Yuste à Cuacos de Yuste en Espagne, couvent que l'empereur a choisi pour vivre sa retraite à la suite de son abdication.

### XVIIIesiècle
- 1781 : prise de l'île de Saint-Eustache par les Britanniques (quatrième guerre anglo-néerlandaise).
- 1794 : bataille de Tiburon, pendant la Révolution haïtienne.

### XIXesiècle

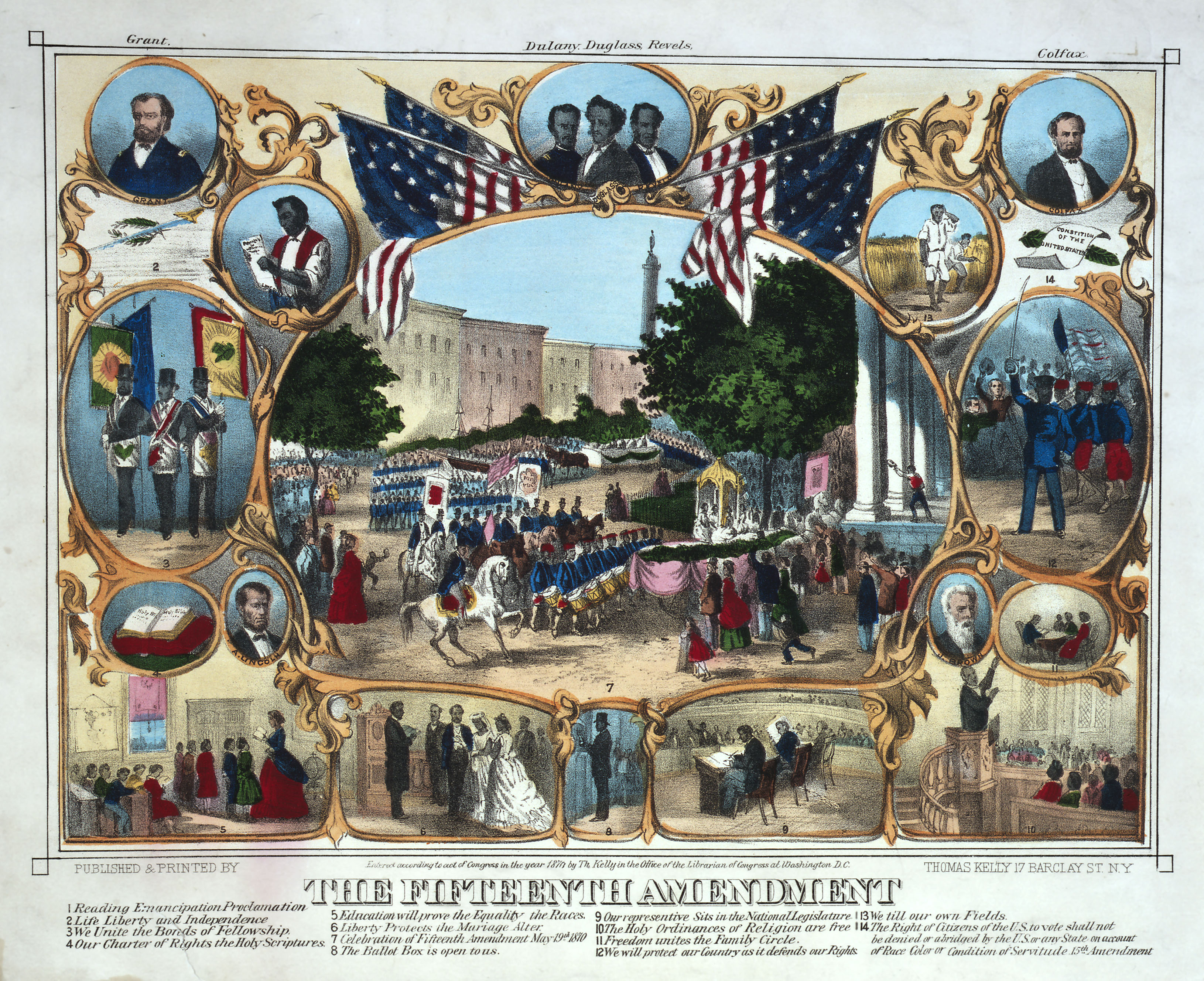
Affiche commémorative du XVe amendement de la Constitution des États-Unis en 1870

- 1830 : signature de la version définitive du traité de Londres de 1827 officialisant l'indépendance de la Grèce.
- 1831 : le duc de Nemours Louis d'Orléans est élu roi des Belges.
- 1852 : Justo José de Urquiza défait le président Rosas (bataille de Caseros).
- 1870 : le quinzième amendement de la Constitution des États-Unis est ratifié.

### XXesiècle
- 1917 : rupture des relations diplomatiques des États-Unis avec l'Empire allemand avant l'entrée en guerre des premiers la même année (Première Guerre mondiale).
- 1919 :
  - tenue de la première réunion de la Société des Nations.
  - Évasion du nationaliste et futur homme d'État irlandais Éamon de Valera des geôles anglaises.
- 1927 : une révolte éclate contre le régime du Général Carmona au Portugal[1].
- 1930 : le Parti communiste vietnamien est fondé.
- 1948 : ouverture du procès du cardinal Mindzsenty.
- 1958 : traité créant le Benelux entre Belgique, Pays-Bas (Nederland) et Luxembourg.
- 1962 : le président américain John Fitzgerald Kennedy met en place un embargo de ses États contre Cuba.
- 1969 : désignation de Yasser Arafat à la tête de l'Organisation de libération de la Palestine de son occupant israélien.
- 1973 : un cessez-le-feu entre en vigueur durant la guerre du Viêt Nam.
- 1976 : la prise d'otages de Loyada marque une étape importante dans l'accession à l'indépendance du territoire de Djibouti dans "la corne" de l'Afrique de l'est côtière.
- 1977 : mort du chef de l'État éthiopien Tafari Benti dans une fusillade.
- 1994 : la Cour internationale de justice de La Haye (aux Pays-Bas) attribue la bande d'Aozou annexée par la Libye au Tchad (est du Sahara).
- 2000 : entrée en vigueur du statut de zone exempte d’armes nucléaires de la Mongolie extérieure.

### XXIesiècle
- 2002 : le Parti du peuple cambodgien rafle 60 % des suffrages et 98.5 % des 1 621 mairies, lors des premières élections municipales organisée au Cambodge[2].
- 2016 : soutenue par des milices chiites, par l'Iran et par la Russie, l'armée arabe syrienne brise le siège de Nobl et Zahraa.
- 2019 :
  - Nayib Bukele est élu dès le premier tour de l'élection présidentielle salvadorienne en Amérique centrale.
  - Début de bombardements d'une colonne de rebelles de l'Union des forces de la résistance (UFR) par l'armée française au Tchad.
- 2021 : en Italie, l'ancien président de la Banque centrale européenne Mario Draghi[3] est chargé de former le nouveau gouvernement, une semaine après la démission de Giuseppe Conte.

- 2024 : l'Exécutif d'Irlande du Nord reprend son activité après deux ans de boycott unioniste, la nationaliste Michelle O'Neill et l'unioniste Emma Little-Pengelly devenant respectivement Première ministre et vice-Première ministre.
- 2025 : en Belgique, le nationaliste flamand Bart De Wever (photo) prête serment et devient Premier ministre, 238 jours après les élections législatives de 2024[4].

## Arts, culture et religion
- 1137 : fondation de l'abbaye cistercienne Saint-Aubin des Bois à Plédéliac dans l'actuel département des Côtes-d'Armor en Bretagne.
- 1959 : André Malraux rattache le Centre national de la cinématographie à son tout nouveau ministère français de la Culture.
- 1979 : nuit des Césars du cinéma français salle Pleyel à Paris dont Michel Serrault meilleur acteur dans "La Cage aux folles" parmi les lauréats[5], il en décrochera deux autres plus tard pour ses rôles dans "Garde à vue" puis dans "Nelly et Monsieur Arnaud".
- 1999 : sortie en France du premier film avec de vrais acteurs adapté de la B.D. quasi-éponyme, « Astérix et Obélix contre César » de Claude Zidi, après que Claude Lelouch puis Louis de Funès y eussent déjà songé[6].

## Sciences et techniques
- 2013 : des archéologues identifient des restes humains mis au jour à Leicester comme étant ceux du roi Richard III d'Angleterre.

## Économie et société
- 1731 : un incendie ravage le palais du Coudenberg.
- 1932 : destruction partielle de Santiago de Cuba par un tremblement de terre.
- 1982 : écrasement accidentel d'un Noratlas no 140 sur le Mont Garbi à Djibouti où 27 légionnaires de la 4e compagnie du 2e REP, 2 légionnaires de la 13e DBLE et les sept membres d'équipage sont tués, mais il s'agit du dernier accident impliquant un Noratlas avant le retrait définitif de cet appareil.
- 2023 : aux États-Unis, après le déraillement d’un train transportant du chlorure de vinyle près de East Palestine, dans l'Ohio, les résidents sont évacués pour des raisons de santé liées à la combustion contrôlée qui a suivi[7].

## Naissances

### XIVesiècle
- 1338 : Jeanne de Bourbon, reine de France, épouse de Charles V († 6 février 1378).Jeanne de Bourbon

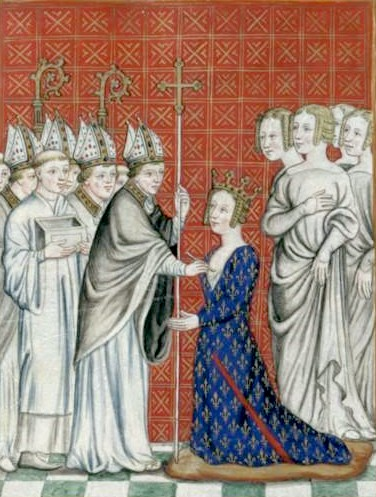
Jeanne de Bourbon

### XVIesiècle
- 1544 : César de Bus, prêtre (fondateur) de la doctrine chrétienne (†  15 avril 1607, canonisé en 2022[8]).

### XVIIesiècle
- 1643 : Hermann Zoll, jurisconsulte allemand († 7 février 1725).
- 1689 : Blas de Lezo, amiral espagnol († 7 septembre 1741).
- 1690 : Richard Rawlinson, ministre et antiquaire britannique († 6 avril 1755).

### XVIIIesiècle
- 1721 : Friedrich Wilhelm von Seydlitz, général prussien († 27 août 1773).
- 1757 : Joseph Forlenze, médecin italien († 22 juillet 1833)
- 1757 : Volney, philosophe et homme politique français († 25 avril 1820)
- 1775 : Louis-François Lejeune, peintre et militaire français († 29 février 1848).
- 1790 : Gideon Mantell, obstétricien, géologue et paléontologue britannique († 10 novembre 1852).

### XIXesiècle
- 1809 : Felix Mendelssohn, compositeur allemand († 4 novembre 1847).
- 1811 : Horace Greeley, journaliste et éditeur américain († 29 novembre 1872).
- 1812 : Charles de La Monneraye, militaire et homme politique français († 12 mars 1904).
- 1821 : Elizabeth Blackwell, médecin américaine († 31 mai 1910).
- 1823 : Spencer Fullerton Baird, ornithologue et ichtyologiste américain († 19 août 1887).
- 1830 : Robert Arthur Talbot Gascoyne-Cecil, homme d’État britannique († 22 août 1903).
- 1839 : Fermo Forti, peintre et sculpteur italien († 24 février 1911).
- 1842 : Sidney Lanier, écrivain américain († 7 septembre 1881).

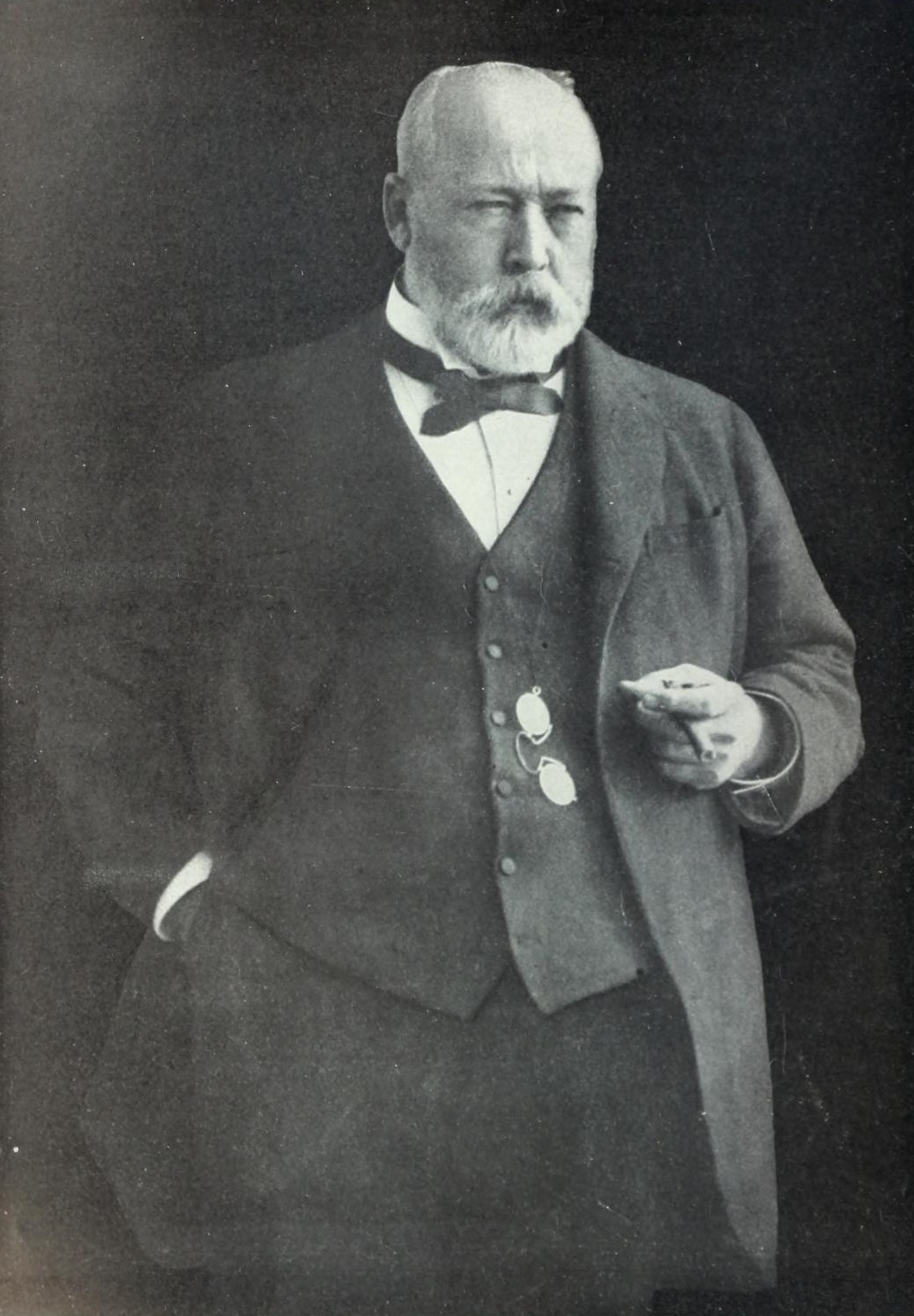
William Cornelius Van Horne.

- 1843 : William Cornelius Van Horne, pionnier du transport ferroviaire nord-américain († 11 septembre 1915).
- 1859 : Hugo Junkers, industriel allemand († 3 février 1935).
- 1872 : Pierre Coste, religieux catolique, historien et biographe († 29 décembre 1935).
- 1874 : Gertrude Stein, écrivain américain († 27 juillet 1946).
- 1887 : Georg Trakl, poète autrichien († 3 novembre 1914).
- 1889 : Carl Theodor Dreyer, homme de cinéma danois († 20 mars 1968).
- 1892 : Juan Negrín, homme d’État espagnol († 12 novembre 1956).
- 1893 : Gaston Julia, mathématicien français, précurseur des fractales († 19 mars 1978).
- 1894 : Norman Rockwell, illustrateur américain († 8 novembre 1978).
- 1898 :
  - Alvar Aalto, architecte finlandais († 11 mai 1976).
  - Pavel Samuilovich Urysohn, mathématicien ukrainien († 17 août 1924).
- 1899 : Lao She, écrivain chinois († 24 août 1966).

### XXesiècle
- 1904 : Luigi Dallapiccola, compositeur italien († 19 février 1975).
- 1906 : George Adamson, zoologiste, cinéaste animalier britannique († 20 août 1989).
- 1907 : James Michener, écrivain américain († 16 octobre 1997).
- 1909 :
  - André Cayatte, réalisateur français († 6 février 1989).
  - Simone Weil, philosophe française († 24 août 1943).
- 1910 : Robert Earl Jones, acteur américain († 7 septembre 2006).
- 1912 : Jacques Soustelle, anthropologue et homme politique français († 6 août 1990).
- 1914 : 
  - Michel Thomas, linguiste polonais († 8 janvier 2005).
  - Michael Reusch, gymnaste suisse, champion olympique et du monde († 6 avril 1989).
- 1915 : Johannes Kotkas, lutteur estonien champion olympique († 8 mai 1998).
- 1916 : Jean Margéot, cardinal mauricien († 17 juillet 2009).
- 1918 :
  - Joey Bishop, acteur et chanteur américain († 17 octobre 2007).
  - Helen Stephens, athlète américaine spécialiste du sprint, double championne olympique († 17 janvier 1994).
- 1920 : Henry Heimlich, médecin américain († 17 décembre 2016).
- 1922 : Lucien Cordier, spéléologue français († 23 octobre 1980).

- 1923 : 

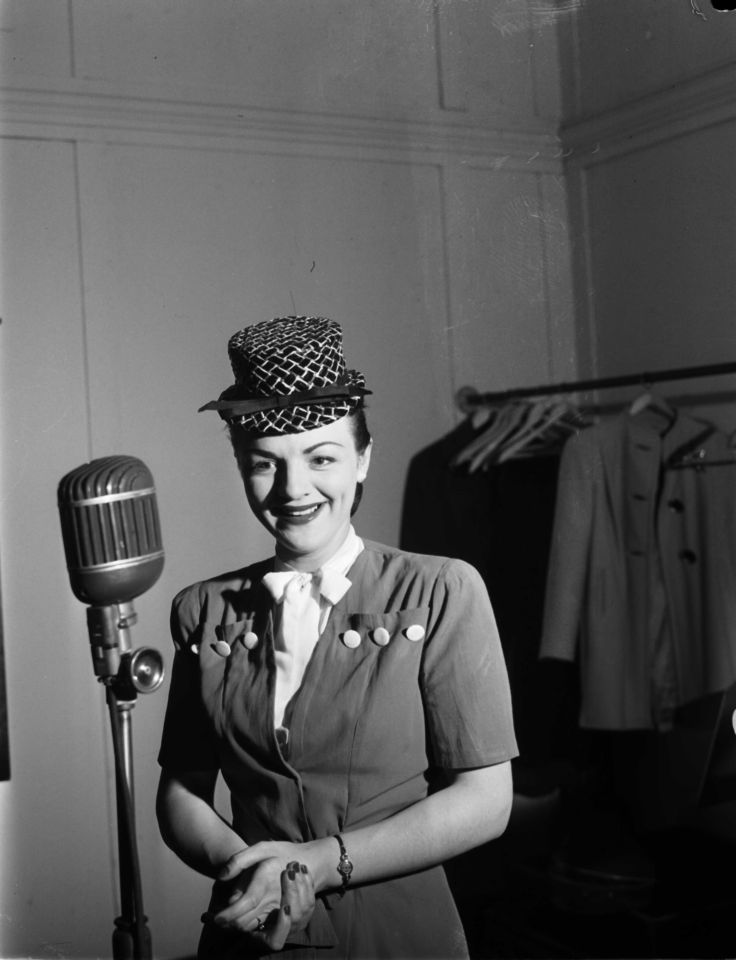
La chanteuse Alys Robi durant l'enregistrement de l'émission radiophonique « Revoir Paris » en 1945

  - Françoise Christophe, comédienne française († 8 janvier 2012).
  - Alys Robi, chanteuse canadienne († 28 mai 2011).Fran Tarkenton

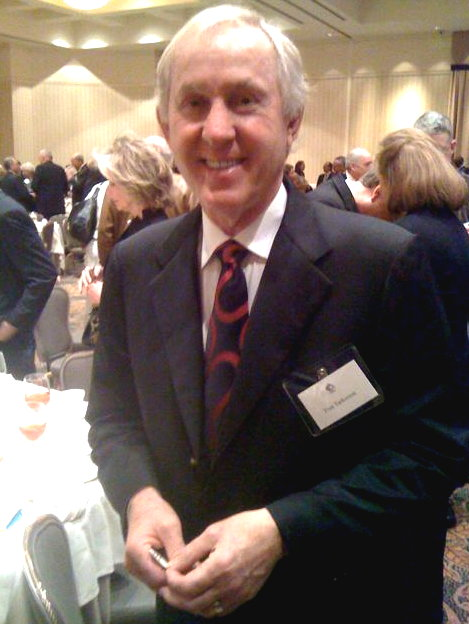
Fran Tarkenton

- 1924 : Martial Asselin, homme politique québécois († 25 janvier 2013).
- 1925 :
  - John Fiedler, acteur américain († 25 juin 2005).
  - Shelley Berman, humoriste américain († 1er septembre 2017).
- 1927 : Mariette Duval, comédienne québécoise († 17 septembre 2004).
- 1929 : Evaristo Márquez Contreras, sculpteur espagnol († 24 janvier 1996).
- 1932 : Peggy Ann Garner, actrice américaine († 16 octobre 1984).
- 1933 : Paul Sarbanes, sénateur américain († 6 décembre 2020).
- 1935 : Johnny Watson, musicien et chanteur américain († 17 mai 1996).
- 1937 : Jacques Barrot, homme politique français, commissaire européen († 3 décembre 2014).
- 1938 :
  - Victor Buono, acteur américain († 1er janvier 1982).
  - Émile Griffith, boxeur né aux Îles Vierges († 23 juillet 2013).
- 1939 :
  - Guido Cerniglia, acteur et doubleur vocal italien  († 14 mai 2020).
  - Michael Cimino, réalisateur américain († 2 juillet 2016).
- 1940 : Fran Tarkenton, joueur de football américain.
- 1941 :
  - Radvilas Gorauskas, joueur brésilien de basket-ball.
  - Katuutire Kaura, homme politique namibien († 22 janvier 2022).
  - Carol Mann, golfeuse américaine († 20 mai 2018).
- 1942 : Carolyn Burns, écologue néo-zélandaise.
- 1943 :
  - Blythe Danner, actrice américaine.
  - Dennis Edwards, chanteur américain († 1er février 2018).
  - Shawn Phillips, chanteur, guitariste et compositeur américain.
- 1945 :
  - Johnny Cymbal, chanteur, compositeur et réalisateur américano-écossais († 16 mars 1993).
  - Bob Griese, joueur de football américain.
  - Marius Weyers, comédien sud-africain.
- 1946 : Adolfo de la Parra, batteur mexicain.
- 1947 :
  - Paul Auster, auteur américain.
  - Claude Berda, producteur de télé français.
  - (ou 2 mars) Dave Davies, chanteur et guitariste britannique.
  - Melanie Safka, chanteuse et musicienne américaine.
- 1948 :
  - Carlos Filipe Ximenes Belo, homme d'Église est-timorais, co-lauréat du prix Nobel de la paix de 1996.
  - Gilbert Collard, écrivain, avocat et homme politique français.
  - Henning Mankell, écrivain suédois († 5 octobre 2015).
- 1949 : Hennie Kuiper, coureur cycliste néerlandais.
- 1950 :
  - Morgan Fairchild, actrice américaine.
  - Pamela Franklin, actrice britannique.

- 1951 :

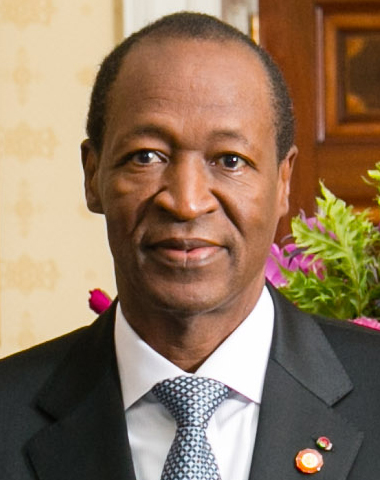
Blaise Compaoré en 2014

  - Blaise Compaoré, homme politique burkinabé, ancien président du Burkina Faso.
  - Jacques Savoie, écrivain et scénariste canadien.
  - Felipe Muñoz, nageur mexicain champion olympique.
- 1952 : Fred Lynn, joueur de baseball américain.
- 1953 : Joëlle Mogensen, chanteuse française du groupe "Il était une fois" († 15 mai 1982).
- 1956 : Nathan Lane, acteur et producteur américain.
- 1958 : Joe F. Edwards, Jr., astronaute américain.
- 1959 : Lol Tolhurst, musicien britannique du groupe The Cure.
- 1960 :
  - André Antoine, homme politique belge.
  - Stéphane Le Foll, homme politique français.
- 1961 :
  - Jay Adams, skateur américain († 14 août 2014).
  - Keith Gordon, acteur, réalisateur et scénariste américain.
  - Awn Hussain Al Khashlok, homme d'affaires et homme de média irakien.
  - Khalid Hamid, joueur de hockey sur gazon pakistanais, champion olympique.
  - Didier Hoyer, céiste français médaillé olympique.

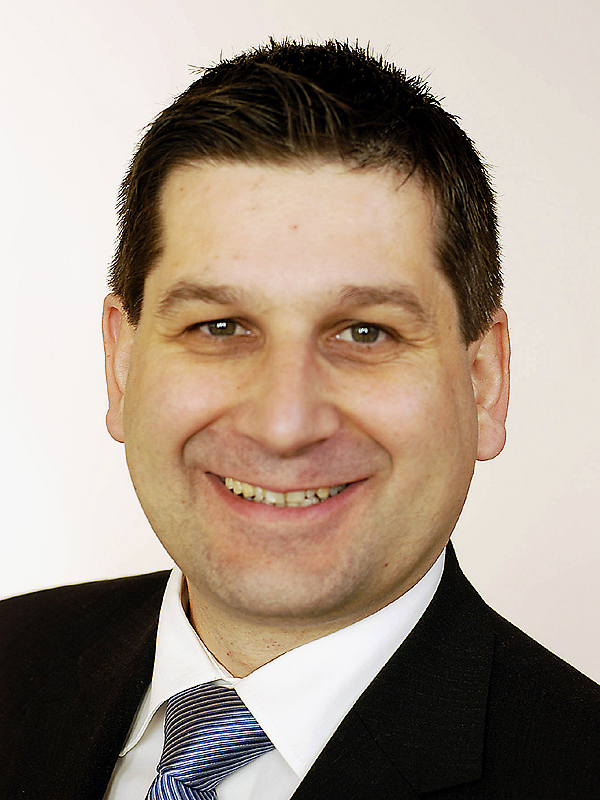
Pierre Kohler

- 1962 : Michele Greene, actrice américaine.
- 1964 :
  - Laird Hamilton, surfeur américain.
  - Pierre Kohler, homme politique suisse.
  - Corinne Masiero, actrice française.
  - Cleews Vellay, citoyen français, président d'Act Up-Paris († 18 octobre 1994).
- 1965 : Maura Tierney, actrice américaine.
- 1966 : Jean-Jacques Eydelie, footballeur français.
- 1967 : Clarika (Claire Keszei dite), chanteuse française.
- 1968 : Mary Onyali, athlète nigériane, spécialiste du sprint.
- 1970 :
  - Warwick Davis, acteur britannique.
  - Richie Kotzen, musicien américain.
- 1971 :
  - Vincent Elbaz, acteur français.
  - Sarah Kane, dramaturge britannique († 20 février 1999).
- 1973 : Ilana Sod, journaliste mexicaine.
- 1974 : 
  - Florian Rousseau, cycliste pistard français.
  - Daniel Igali, lutteur canadien d'origine nigériane, champion olympique.
- 1976 :
  - Stéphane Antiga, volleyeur français.
  - Mathieu Dandenault, joueur professionnel de hockey sur glace canadien.
  - Isla Fisher, actrice et romancière australienne.
- 1977 : 
  - Pierre Kiwitt, acteur germano-français.
  - Daddy Yankee, chanteur porto-ricain.
- 1978 : Beat Hefti, bobeur suisse.
- 1980 : Jung Sung-il, acteur sud-coréen.
- 1981 :
  - Sami Gtari, footballeur tunisien.
  - Alkpote (Atef Kahlaoui dit), rappeur français d'origine tunisienne.
- 1982 : Marie-Ève Drolet, patineuse de vitesse canadienne.
- 1983 :
  - Damiel Dossevi, perchiste français.
  - Laurent Maistret, mannequin, danseur, sportif et animateur de télévision français.
- 1985 :
  - Oleksandr Aliyev, footballeur ukrainien.
  - Justin Doellman, basketteur américain.
  - Andreï Kastsitsyne, hockeyeur sur glace biélorusse.
- 1986 : Mathieu Giroux, patineur de vitesse québécois.
- 1987 : Gérémy Crédeville, humoriste, comédien et chroniqueur français.
- 1988 :
  - Kamil Glik, footballeur polonais.
  - Cho Kyu-hyun, chanteur et danseur sud-coréen.
  - Gregory van der Wiel, footballeur néerlandais.
- 1989 :
  - Reinardt Janse van Rensburg, cycliste sur route sud-africain.
  - Lucas Orbán, footballeur argentin.
- 1990 : Sean Kingston, chanteur américain.
- 1991 : O. D. Anosike, basketteur américain.
- 1993 : Getter Jaani, chanteuse et actrice estonienne.
- 1999 :
  - Gahyeon, chanteuse et danseuse sud-coréenne du groupe Dreamcatcher.
  - Kanna Hashimoto (橋本 環奈), actrice japonaise.

## Décès

### XIesiècle
- 1014 : Sven Ier, roi de Danemark (° v. 960).

### XIIesiècle
- 1116 : Coloman, roi de Hongrie (° v. 1065 / 1070).

### XIVesiècle
- 1399 : Jean de Gand, duc de Lancastre, père du roi Henry IV (° 6 mars 1340).

### XVesiècle
- 1428 : Yoshimochi Ashikaga, shogun japonais (° 12 mars 1386).
- 1451 : Murad II, sultan ottoman (° 16 juin 1404).
- 1468 : Johannes Gutenberg, imprimeur allemand, inventeur de l'imprimerie en Occident (° v. 1400).

### XVIesiècle
- 1520 : Sten Sture le Jeune, régent de Suède (° 1492 / 1493).

### XVIIesiècle
- 1687 : François de Créquy, maréchal de France (° 1624 / 1625).

### XVIIIesiècle
- 1737 : Tommaso Ceva, professeur et mathématicien italien (° 20 décembre 1648).

### XIXesiècle
- 1826 : Alexis-Joseph Barbier de La Serre, amiral français (° 20 septembre 1764).
- 1832 : George Crabbe, poète et naturaliste britannique (° 24 décembre 1754).
- 1847 : Rose Alphonsine Plessis, comtesse française, inspiratrice de La Dame aux camélias d'Alexandre Dumas fils (° 15 janvier 1824).
- 1862 :
  - Jean-Baptiste Biot, physicien français (° 21 avril 1774).
  - Carl Ludwig Blume, botaniste néerlandais (° 9 juin 1796).
- 1866 : François-Xavier Garneau, historien canadien (° 15 juin 1809).
- 1867 : Maximilian zu Wied-Neuwied naturaliste, ethnologue et explorateur allemand (° 23 septembre 1782).
- 1881 : John Gould, ornithologue et naturaliste britannique (° 14 septembre 1804).
- 1886 :
  - Joseph Doutre, écrivain et homme politique canadien (° 11 mars 1825).
  - Marcus Kann, joueur d'échecs austro-hongrois (° 1820).
  - Pierre Loison, sculpteur français (° 5 juillet 1816).
  - Jean Pirro, linguiste français (° 24 décembre 1813).
- 1890 : Augustin Etcheverry, écrivain basque (° 23 mars 1849).

### XXesiècle
- 1901 : Yukichi Fukuzawa, penseur japonais (° 1er octobre 1835).
- 1919 : Niwa Jun’ichirō, traducteur et écrivain japonais (° 22 mai 1852).
- 1922 : Christiaan de Wet, personnalité politique et militaire sud-africain (° 7 octobre 1854).
- 1924 : Woodrow Wilson, 28e président des États-Unis, prix Nobel de la paix en 1920 (° 28 décembre 1856).
- 1925 : Oliver Heaviside, physicien britannique (° 18 mai 1850).
- 1929 : Agner Krarup Erlang, mathématicien danois (° 1er janvier 1878).
- 1935 : Hugo Junkers, constructeur aéronautique allemand (° 3 février 1859).
- 1943 : Aloïs Andritzki, prêtre catholique allemand, opposant au nazisme, martyr et bienheureux catholique (° 2 juillet 1914).
- 1944 : Yvette Guilbert, chanteuse française (° 20 janvier 1865).
- 1951 : Fréhel (Marguerite Boulc'h dite), chanteuse française (° 13 juillet 1891).
- 1956 : Émile Borel, mathématicien français académicien ès sciences (° 7 janvier 1871).
- 1958 : Paul Delaunay, médecin, botaniste et historien français (° 16 février 1878).
- 1959 :
  - The Big Bopper (Jiles Perry Richardson dit), chanteur américain (° 24 octobre 1930).
  - Buddy Holly, chanteur américain (° 7 septembre 1936).
  - Ritchie Valens, chanteur américain (° 13 mai 1941).
- 1967 : Joe Meek, producteur et compositeur britannique (° 5 avril 1929).
- 1972 : Jacques Le Cann, écrivain français (° 31 janvier 1886).
- 1973 : André Barsacq, metteur en scène français (° 5 février 1909).
- 1975 :
  - William David Coolidge, physicien américain (° 23 octobre 1873).
  - Oum Kalthoum, chanteuse égyptienne (° 18 décembre 1898).
- 1977 : Tafari Benti, chef d'État éthiopien tué lors d'une fusillade (° octobre 1921).
- 1980 : Margit Sielska-Reich, peintre ukrainienne (° 26 mai 1900).
- 1981 : J Harlen Bretz, géologue américain (° 2 septembre 1882).
- 1989 :
  - John Cassavetes, cinéaste américain (° 9 décembre 1929).
  - Lionel Newman, compositeur américain (° 4 janvier 1916).
- 1991 :
  - Luciano Contreras, matador mexicain (° 3 juin 1903).
  - Nancy Kulp, actrice américaine (° 28 août 1921).
- 1993 : Françoys Bernier, pianiste, chef d'orchestre et réalisateur québécois (° 12 juillet 1927).
- 1996 :
  - Paul Blouin, acteur et réalisateur québécois (° 1925).
  - Audrey Meadows, actrice américaine (° 8 février 1922).
  - East (Olivier Kponton dit), rappeur français (° 15 décembre 1969).
- 1997 :
  - Bohumil Hrabal, écrivain tchécoslovaque puis tchèque (° 28 mars 1914).
  - Sanford Meisner, acteur et professeur de théâtre américain (° 31 août 1905).
  - Esteban Sánchez, pianiste et compositeur espagnol (° 26 avril 1934).
- 1998 :
  - Joey Archibald, boxeur américain (° 20 février 1914).
  - Richard Cawthorn Starr, botaniste américain (° 24 août 1924).
  - Karla Faye Tucker, condamnée américaine à la peine de mort (° 3 novembre 1959).
- 1999 : Luc Borrelli, footballeur français (° 2 juillet 1965).
- 2000 : Richard Kleindienst, avocat et homme politique américain (° 5 août 1923).

### XXIesiècle
- 2002 :
  - André Diligent, homme politique français (° 10 mai 1919).
  - Rudolf Fleischmann, physicien allemand (° 1er mai 1903).
  - Raymond Gérôme, acteur et metteur en scène belge (° 17 mai 1920).
  - Delphine Palatsi, DJ française (° 7 octobre 1968).
  - Julien Rassam, acteur français (° 14 juin 1968).
  - Lucien Rivard, personnage du monde interlope québécois (° 16 juin 1914).
- 2003 : Lana Clarkson, actrice américaine (° 5 avril 1962).
- 2004 : Jason Raize, acteur américain (° 20 juillet 1975).
- 2005 :
  - Corrado Bafile, cardinal italien, doyen d'âge des cardinaux (° 4 juillet 1903).
  - Zourab Jvania, homme politique géorgien (° 9 décembre 1963).
  - Ernst Mayr, biologiste et généticien allemand (° 5 juillet 1904).
- 2006 :
  - Walerian Borowczyk, réalisateur polonais (° 2 septembre 1923).
  - Işın Demirkent, professeure d'histoire turque (° 1938).
  - Louis Jones, athlète de sprint américain (° 15 janvier 1932).
  - Duma Kumalo, activiste sud-africain (° v. 1958).
  - Al Lewis, acteur américain (° 30 avril 1923).
  - Romano Mussolini, pianiste de jazz et peintre américain (° 26 septembre 1927).
  - Pierre Potier, pharmacien et chimiste français (° 22 août 1934).
- 2007 :
  - André Bézu, humoriste et chanteur d'ambiance français (° 24 juillet 1943).
  - Ángel Luis Bienvenida, matador espagnol (° 2 août 1924).
- 2008 :
  - Raymond Blondy, acteur et directeur de production français (° 11 février 1907).
  - Charles Fawcett, acteur américain (° 2 décembre 1915).
  - René Gagès, architecte français (° 21 mai 1921).
  - Jackie Orszaczky, musicien, arrangeur et producteur australo-hongrois (° 8 mai 1948).
  - Marc Pulvar, syndicaliste français (° 25 avril 1936).
- 2009 : 
  - Kurt Demmler, auteur-compositeur-interprète est-allemand puis allemand (° 12 septembre 1943).
  - Sid Finney, hockeyeur sur glace irlandais (° 1er mai 1929).
  - Roland Lesaffre, acteur français (° 26 juin 1927).
  - Louis Proost, cycliste sur route belge (° 7 avril 1935).
  - Shengyan, moine bouddhiste chinois (° 22 janvier 1931).
  - Pavlo Zahrebelnyï, écrivain et homme politique soviétique puis ukrainien (° 25 août 1924).
- 2010 : Georges Wilson, acteur français (° 6 octobre 1921).
- 2011 :
  - Édouard Glissant, écrivain, poète et essayiste français et antillais (° 21 septembre 1928).
  - Ron Piché, lanceur de baseball québécois (° 22 mai 1934).
  - Maria Schneider, actrice française (° 27 mars 1952).
- 2012 : Ben Gazzara, acteur, réalisateur et scénariste américain (° 28 août 1930).
- 2014 : Richard Bull, acteur américain (° 26 juin 1924).
- 2017 : Marisa Letícia Lula da Silva, première dame brésilienne de 2003 à 2010 (° 7 avril 1950).
- 2020 : 
  - Philippe Adamov, dessinateur de bande dessinée français (° 27 juin 1956).
  - Johnny Bumphus, boxeur américain (° 17 août 1960).
  - David Kessler, haut fonctionnaire français spécialiste de culture, un temps à la tête de France Culture (° 24 février 1959).
  - Francis George Steiner, critique littéraire, linguiste, écrivain et philosophe franco-américano-britannique (° 23 avril 1929).
- 2021 : 
  - Jean-Pierre Bastiat, joueur de rugby à XV français (° 11 avril 1949).
  - Benito Boldi, footballeur italien (° 19 février 1934).
  - Kris De Bruyne, chanteur belge (° 20 mars 1950).
  - Gilles Fauconnier, linguiste français (° 19 août 1944).
  - Gil Gilles, homme politique belge (° 8 février 1950).
  - Haya Harareet, actrice et scénariste israélienne (° 20 septembre 1931).
  - Abdelkader Jerbi, réalisateur tunisien (° ?).
  - Art Jones, hockeyeur sur glace canada (° 31 janvier 1935).
  - Patrick Lebon, réalisateur et scénariste belge (° 2 janvier 1940).
  - Abdoul Aziz Mbaye, diplomate et homme politique franco-sénégalais (° 18 octobre 1954).
  - Pepi Merisio, photographe photojournaliste italien (° 10 août 1931).
  - Norbert Owona, footballeur international camerounais (° 1951).
  - Régine Robin, professeure, écrivaine, historienne, traductrice et sociologue franco-canadienne (° 10 décembre 1939).
  - Jean-Daniel Simon, réalisateur et acteur français (° 30 novembre 1942).
  - Tony Trabert, joueur de tennis américain (° 16 août 1930).
  - Albán Vermes, nageur hongrois (° 19 juin 1957).
- 2022 : 
  - Georges Athanasiadès, organiste et chanoine suisse (° 27 juillet 1929).
  - Herbert Benson, professeur de médecine américain (° 24 avril 1935).
  - Géo Beuf, acteur français (° 13 janvier 1920).
  - Abou Ibrahim al-Hachimi al-Qourachi, djihadiste irakien (° 1976).
  - Tom Kiernan, joueur de rugby à XV irlandais (° 7 janvier 1939).
  - Chrístos Sartzetákis, homme d'État grec (° 6 avril 1929).
  - Giorgio Turchi, footballeur italien (° 27 janvier 1931).
- 2023 : 
  - Bernard Bardin, homme politique français (° 2 août 1934).
  - Robert Key, homme politique britannique (° 22 avril 1945).
  - Alain Lacouchie, poète, illustrateur et photographe français (° 28 mai 1946).
  - Paco Rabanne, grand couturier et parfumeur franco-espagnol (° 18 février 1934).
  - Louis Velle, acteur français (° 29 mai 1926).
- 2024 : 
  - Chantal Antier, historienne française (° 24 juin 1932).
  - Aston Barrett, bassiste jamaïcain (° 22 novembre 1946).
  - Ángel Franco Martínez, arbitre de football espagnol (° 31 octobre 1938).
  - Helena Rojo, actrice mexicaine (° 18 août 1944).
  - Victor-Emmanuel de Savoie, Prétendant au trône d’Italie (° 12 février 1937).
  - Vittorio Vidotto, historien italien (° 17 mars 1941).
- 2025 :
  - Michael Burawoy, sociologue du travail britannique (° 15 juin 1947).
  - Lima, footballeur brésilien (° 18 janvier 1942).
  - Stéphane Picq, compositeur de musique de jeu vidéo français (° 16 août 1965).
  - Jürgen Schmude, homme politique allemand (° 9 juin 1936).
  - John Shumate, basketteur américain (° 6 avril 1952).
  - Yoshio Yoshida, joueur de baseball japonais (° 26 juillet 1933).

## Célébrations

### Internationales et nationales
- Extrême-Orient : date possible pour le début du nouvel an asiatique, entre  20 janvier et 20 février au gré de la Lune.
- États-Unis d'Amérique : Four Chaplains Day (en) ou jour des quatre aumôniers en mémoire de quatre aumôniers qui donnèrent leur vie pour sauver d'autres soldats après le torpillage du "USAT Dorchester" durant la Seconde Guerre mondiale.Un aspect du Setsubun à Kobé en 2006

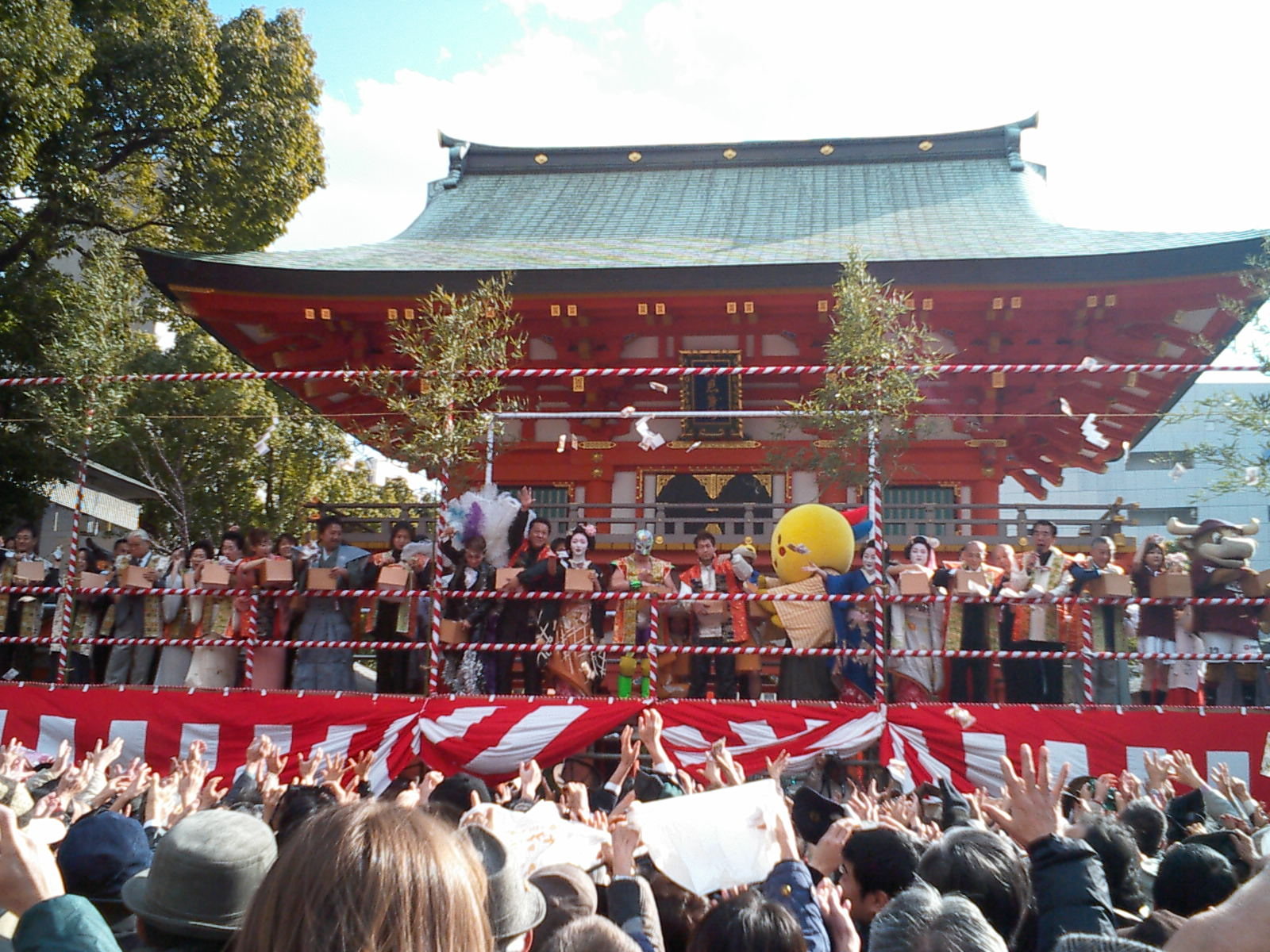
Un aspect du Setsubun à Kobé en 2006

- Japon : fête nationale non chômée du lancer de haricots, 節分 ou Setsubun, célébrant l'arrivée du printemps, déterminée autrefois selon l'ancien calendrier agricole lunaire d'origine chinoise (voir aussi 2 février ou "Mardi-gras").
- Mozambique : dia dos heróis moçambicanos ou jour férié des héros mozambicains[9].
- Sao Tomé-et-Principe : dia dos mártires da liberdade ou jour des martyrs de la liberté[10].
- Thaïlande : Wan Thahan Phan Suek (th) ou journée des vétérans commémorant la fondation de l'Organisation des vétérans de guerre[11].

### Religieuses
- Catholicisme : Virgen de Suyapa (es), fêtes de la vierge de Suyapa patronne du Honduras.
- Christianisme orthodoxe : mémoire d'Abba Paul, Marc, Pamphile (Paphnuce, Pambo ?), Ammonas, Euloge, Abuchi (Ambaochi, Ochos, Or ?) et de nombreux autres abba ou pères du Désert dans le lectionnaire de Jérusalem.

### Saints des Églises chrétiennes

#### Saints des Églises catholiques et orthodoxes
Saints des Églises catholiques et orthodoxes :
- Anatoile († 406), évêque d'Adana en Cilicie mort à Salins(-les-Bains)[14],[15].
- Anne la prophétesse († Ier siècle), prophétesse du Nouveau Testament biblique ("Hypapante" ou Chandeleur de la veille 2 février).
- Anschaire de Brême († 865), 1er évêque de Hambourg et évêque de Brême, patron du Danemark.
- Azarias (a priori du Xe siècle av. J.-C.), עֲזַרְיָה ou ʿAzaryāh), prophète dans l'Ancien Testament biblique d'après l'un des deux "Livres [canoniques] des Chroniques" d'Israël (chapitre 15, versets 1 à 7).
- Berlinde de Meerbeke († c 941), moniale à Moorsel puis à Meerbeke.
- Blaise de Sébaste († 306), martyr en Arménie, patron des O.R.L..
- Caellain († VIe siècle), vierge en Irlande, célébrée dans le Donegal.
- Célerin († IIIe siècle), diacre.
- Hadelin de Celles († 690), fondateur de la collégiale Saint-Hadelin[16].
- Julien († IIIe siècle), martyr à Auxerre.
- Laurent de Spolète († 576), 18e évêque de Spolète.
- Lienne († IVe siècle), disciple de saint Hilaire de Poitiers.
- Liadfag de Ribe († 980), évêque de Ribe et martyr.
- Lupicin († Ve siècle), 21e évêque de Lyon.
- Philippe de Vienne († VIe siècle), 26e évêque de Vienne.
- Radegonde et Oliviera († Ve siècle) - ou Aragone - et Oliviera, vierges et martyres.
- Remède de Gap († IVe siècle), 3e évêque de Gap.
- Révérien († 682), 11e évêque de Séez.
- Syméon († Ier siècle), vieillard témoin actif de la présentation de Jésus au Temple (voir Chandeleur de la veille 2 février et sainte Anne la prophétesse supra).
- Tigride de Gap († IVe siècle), 2e évêque de Gap.
- Werburh († 699), patronne de la ville de Chester outre-Manche.

#### Saints et bienheureux des Églises catholiques
Saints et bienheureux des Églises catholiques :
- Aloïs Andritzki († 1943), bienheureux prêtre allemand mort martyr.
- Claudine Thévenet († 1837), religieuse française fondatrice des religieuses de Jésus-Marie.
- Hélinand de Froidmont († 1230), moine cistercien français.
- Jean Nelson († 1578), bienheureux prêtre jésuite anglais martyr.
- Justo Takayama Ukon († 1615), bienheureux japonais mort martyr.
- Marguerite d'Angleterre (en) († 1192), cistercienne à La Séauve-sur-Semène.
- Marie Rivier († 1838), religieuse française fondatrice des sœurs de la Présentation de Marie.
- Marie Hélène Stollenwerk († 1900), bienheureuse religieuse hollandaise cofondatrice des missionnaires servantes du Saint-Esprit avec Arnold Janssen.
- Odéric de Pordenone († 1331), bienheureux franciscain italien.

#### Saints orthodoxes,aux dates parfois"juliennes"ou orientales
Saints des Églises orthodoxes :
- Nicolas de Chios († 1822), martyr.
- Nicolas († 1912), Nicolas du Japon, égal aux apôtres.
- Romain d'Ouglitch († 1285), prince russe.
- Syméon de Tver († 1289), évêque.

### Prénoms du jour[Où?]
Bonne fête aux Blaise et ses variantes : Blas, Blaz, Bleiz, etc.
Et aussi aux :
- Adelin et ses variantes : Adelind, Hadelin, Hadelind, etc., les Adeline étant fêtées les 20 octobre quant à elles, les Adélaïde & Alice les 16 décembre et à d'autres dates locales, les Adèle les 24 décembre, les Alix les 9 janvier.
- Anatole et ses dérivés : Anatolia, Anatolie, etc.
- עֲזַרְיָה, ʿAzaryāh, Azarias, Azarie voire leurs variantes.
- Claudine et ses dérivés : Claudina, Claudinette, etc. (saint(e)-Claude les 15 février).
- Morvred et ses dérivés autant bretons : Morbad, Morbret, etc.
- Nelson et ses variantes : Nolan, Neals, Nealson, Neils, Neilson, Nels, Niles, Nils, Nilson, Nilsson, etc.[réf. nécessaire] (cf. Daniel les 11 décembre).
- Oscar et ses autres formes : Anskar, Ansgar, Ásgeir, Anscharius, Oscherus, Anschaire, Anschier, Anger, etc.

## Traditions et superstitions

### Dictons
- « À la saint Blaise l'hiver s'apaise, mais s'il se reprend, longtemps on s'en ressent. »[17]
- « À la saint Blaise, les jours rallongent d'un tour de charrette dans la glaise. »[18]
- « À la sainte Catherine, les sardines tournent l'échine. À la Saint Blaise, elles reparaissent. »[Cosson 1] (voir lancer de poissons dans la foule par le "bourgmestre" de Dunkerque vers les "jours-gras").
- « Devant saint Blaise, tout s'apaise. »[19]
- « Les vents se battront comme des chiffonniers du jour de la conversion de saint Paul [25 janvier] à la saint Blaise. Le vent du 3 février sera victorieux et dominera pendant l'année. »[réf. nécessaire] (dicton de Champagne-Ardenne)[20]
- « Pour la Saint-Bla(i)se, il y a de la neige jusqu'à la queue de l(') (h)aze (ou de l'âne). »[Cosson 2]
- « Si le jour de la saint Blaise est serein, bon temps pour le grain. »[21]
- « S'il ne pleut ou ne neige pour Saint-Blaise, en mars le froid en prendra à son aise. »[Cosson 3]

### Astrologie
- Signe du zodiaque : 14e jour du signe astrologique du Verseau.

## Toponymie
- Les noms de plusieurs voies, places, sites ou édifices de pays ou provinces francophones contiennent cette date dans leur nom avec diverses graphies : voir Trois-Février .